# Michał Stryga

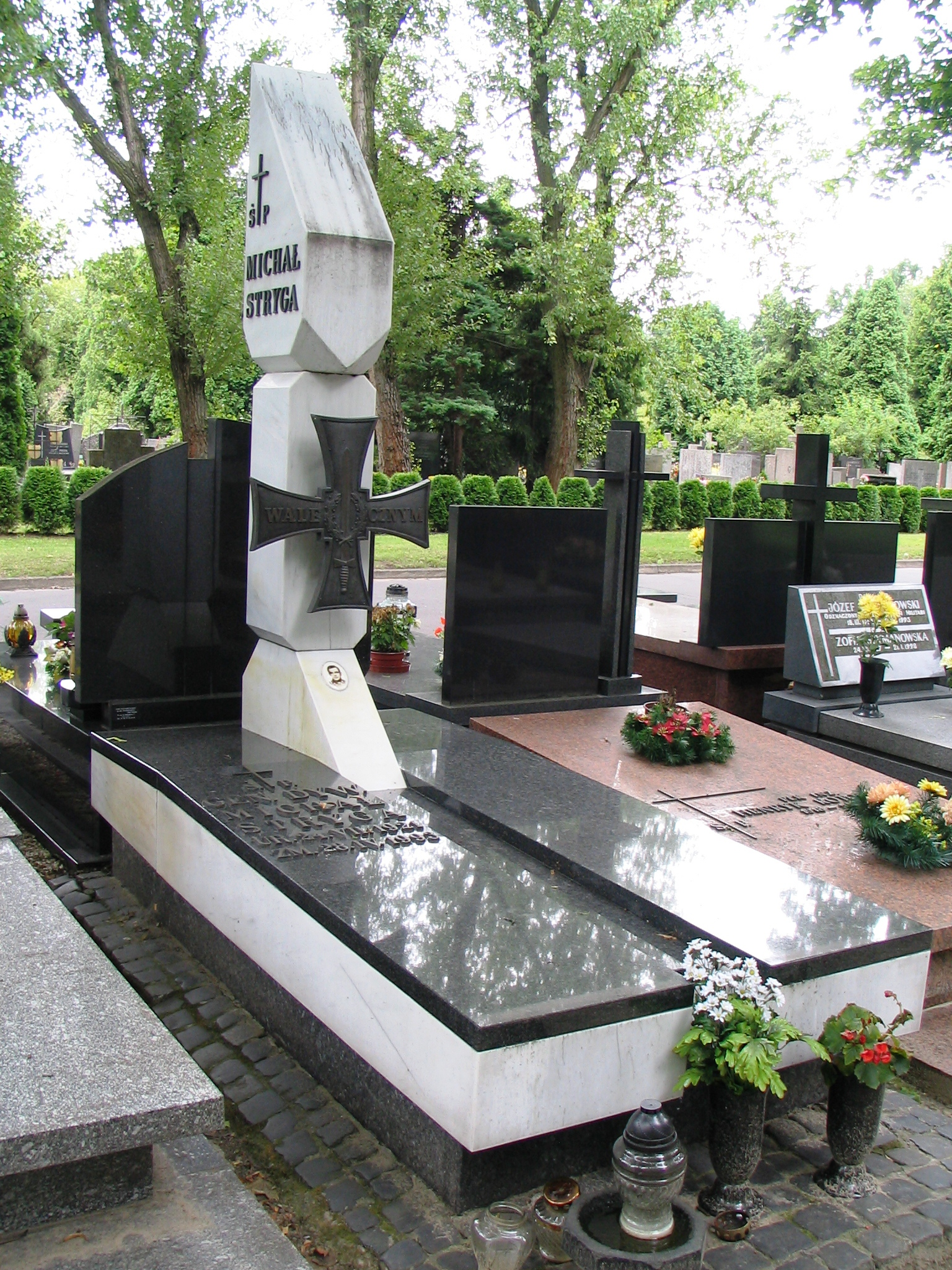
Grób gen. dyw. Michała Strygi na Cmentarzu Wojskowym na Powązkach w Warszawie;
23 lipca 2008

Michał Stryga (ur. w 24 lipca 1921 w Tarnopolu, zm. 28 kwietnia 1993 w Warszawie) – polski dowódca wojskowy, generał dywizji Wojska Polskiego, szef sztabu Głównego Kwatermistrzostwa WP.

## Życiorys
Urodzony w Tarnopolu. Syn Nestora (1882-1933), robotnika i Marii z domu Sęk (ur. 1887). W 1921 roku, jako małe dziecko, wraz z rodziną wyjechał do Stanów Zjednoczonych, gdzie ojciec otrzymał pracę. Przebywał tam przez 6 lat. Po powrocie do Polski uczył się w szkole powszechnej, a następnie w gimnazjum w Tarnopolu. Po zajęciu wschodnich terenów Polski przez ZSRR uczył się do 1941 w Pełnej Szkole Średniej nr 4 (10-letnia szkoła średnia typu sowieckiego). Po rozpoczęciu wojny niemiecko-sowieckiej w 1941 roku pracował jako robotnik w niemieckim Baudienst w Tarnopolu, a następnie jako kreślarz w miejscowych Kolejach Pańtwowych. Podczas okupacji w szeregach Armii Krajowej. Po zajęciu Tranopola przez Armię Czerwoną został urzędnikiem tamtejszej Wojskowej Komendy Uzupełnień, a w maju 1944 rozpoczął na własną prośbę służbę w ludowym Wojsku Polskim. Po ukończeniu Oficerskiej Szkoły Piechoty 1 Armii WP w Łucku, a następnie w Mińsku Mazowickim w październiku 1944 został wyznaczony na dowódcę plutonu zwiadu konnego 2 pułku piechoty. 24 listopada 1944 rozkazem dowódcy 1 Armii WP został awansowany do stopnia chorążego w korpusie osobowym oficerów piechoty. Brał udział w walkach na warszawskiej Pradze, następnie do marca 1945 na Wale Pomorskim w rejonie Drawska i Wałcza, gdzie został ciężko ranny w prawe biodro. Od maja do października 1945 jako dowódca grupy operacyjnej z 2 pułku piechoty uczestniczył w walkach z oddziałami podziemia niepodległościowego na Podlasiu i Mazowszu w rejonie Siedlec, Białej Podlaskiej, Nasielska, Pułtuska i Ostrołęki.
W grudniu 1945 objął stanowisko starszego adiutanta 2 batalionu 2 pułku piechoty. W czerwcu 1946 przeniesiony do sztabu 1 Dywizji Piechoty na stanowisko II-ego pomocnika szefa I oddziału. W lutym 1947 został pomocnikiem szefa III wydziału sztabu dywizji, a w grudniu 1947 został szefem tego wydziału. Od listopada 1948 do lipca 1951 studiował w Akademii Sztabu Generalnego WP, którą ukończył z tytułem oficera dyplomowanego. Po studiach objął funkcję szefa sztabu 14 Dywizji Piechoty w Wałczu. W październiku 1952 został wyznaczony na pełniącego obowiązki dowódcy tej dywizji, jednak w październiku 1955, ze względu na ujawnioną przynależność do Armii Krajowej został przeniesiony na niższe stanowisko starszego wykładowcy Katedry Sztuki Operacyjnej i Taktyki Wyższych Związków Taktycznych w Akademii Sztabu Generalnego WP w Warszawie.
Od listopada 1956 do grudnia 1958 studiował w Wojskowej Akademii Sztabu Generalnego Sił Zbrojnych ZSRR im. Klimenta J. Woroszyłowa w Moskwie. Po powrocie do kraju został mianowany na zastępcę szefa sztabu Warszawskiego Okręgu Wojskowego do spraw operacyjnych, a w 1960 został szefem sztabu tego okręgu. Funkcję tę sprawował przez 12 lat. We wrześniu 1961, uchwałą Rady Państwa PRL, został awansowany do stopnia generała brygady. Nominację odebrał w Belwederze z rąk przewodniczącego Rady Państwa Aleksandra Zawadzkiego. Od 1968 funkcję szefa sztabu łączył ze stanowiskiem zastępcy dowódcy okręgu. W 1970 odbył kurs strategiczny przy Wojskowej Akademii Sztabu Generalnego Sił Zbrojnych ZSRR im. Klimenta J. Woroszyłowa.
W 1972 pełnił czasowo funkcję dowódcy Warszawskiego Okręgu Wojskowego. W październiku 1972 awansowany do stopnia generała dywizji. Nominację odebrał w Belwederze 11 października 1972 z rąk przewodniczącego Rady Państwa Henryka Jabłońskiego. W latach 1972–1977 szef sztabu – zastępca Głównego Kwatermistrza WP. W maju 1977 został oddelegowany do Urzędu Rady Ministrów, gdzie aż do lutego 1986 był pełnomocnikiem rządu PRL do spraw pobytu wojsk radzieckich w Polsce – przewodniczącym Delegacji Polskiej w Polsko-Radzieckiej Komisji Mieszanej. Od listopada 1986 w stanie spoczynku w związku z osiągnięciem wieku emerytalnego. 5 listopada 1986 oficjalnie pożegnany przez ministra obrony narodowej, gen. armii Floriana Siwickiego w związku z zakończeniem zawodowej służby wojskowej.
Na kolejnych kongresach ZBoWiD w roku 1979 oraz 1985 został wybrany w skład Rady Naczelnej tej organizacji.
Pochowany 4 maja 1993 na Cmentarzu Wojskowym na Powązkach w Warszawie (kwatera BII-12-6). W pogrzebie uczestniczył m.in. były Prezydent RP gen. armii Wojciech Jaruzelski.
Według materiałów zgromadzonych w archiwum Instytutu Pamięci Narodowej był w latach 1948–1955 oraz 1974-1980 zarejestrowany jako tajny współpracownik (informator) Informacji Wojskowej oraz Wojskowej Służby Wewnętrznej o pseudonimie „Stach”.

## Awanse
W trakcie wieloletniej służby w Wojsku Polskim otrzymywał awanse na kolejne stopnie wojskowe:
- podporucznik – 1945
- porucznik – 1946
- kapitan – 1947
- major – 1948
- podpułkownik – 1952
- pułkownik – 1958
- generał brygady – 1961
- generał dywizji – 1972

## Życie prywatne
Mieszkał w Warszawie. Od 1946 żonaty z Ewą z domu Majbroda (1924-2021). Miał córkę Alicję Joannę (1947-1999) i syna Wiesława (1951-2006), prof. dr hab. nauk medycznych, specjalistę chirurga.

## Odznaczenia
- Krzyż Srebrny Orderu Wojennego Virtuti Militari (1970)[6]
- Krzyż Komandorski Orderu Odrodzenia Polski
- Krzyż Kawalerski Orderu Odrodzenia Polski
- Order Sztandaru Pracy I klasy
- Order Sztandaru Pracy II klasy
- Krzyż Walecznych
- Medal „Za udział w walkach w obronie władzy ludowej”
- Medal 10-lecia Polski Ludowej
- Medal 30-lecia Polski Ludowej
- Medal 40-lecia Polski Ludowej
- Medal za Warszawę 1939–1945
- Medal za Odrę, Nysę, Bałtyk
- Medal Zwycięstwa i Wolności 1945
- Złoty Medal „Siły Zbrojne w Służbie Ojczyzny”
- Srebrny Medal „Siły Zbrojne w Służbie Ojczyzny”
- Brązowy Medal „Siły Zbrojne w Służbie Ojczyzny”
- Medal „Za udział w walkach o Berlin”
- Złoty Medal „Za Zasługi dla Obronności Kraju”
- Srebrny Medal „Za Zasługi dla Obronności Kraju”
- Brązowy Medal „Za Zasługi dla Obronności Kraju”
- Medal Komisji Edukacji Narodowej (1974)[7]
- Złota Odznaka „Za Zasługi w Ochronie Porządku Publicznego”
- Złoty Medal „Za Zasługi dla Ligi Obrony Kraju”
- Złote Odznaczenie im. Janka Krasickiego
- Złoty Medal Opiekuna Miejsc Pamięci Narodowej
- Złota odznaka honorowa „Za Zasługi dla Warszawy” (1965)[8]
- Złota odznaka honorowa „Za Zasługi dla Warszawy” (po raz drugi - 1971)[9]
- Medal pamiątkowy „Za zasługi dla Warszawskiego Okręgu Wojskowego” (1970)[10]
- Order Czerwonego Sztandaru (ZSRR)
- Order Przyjaźni Narodów (ZSRR)
- Medal „Za wyzwolenie Warszawy” (ZSRR)
- Medal „Za zwycięstwo nad Niemcami w Wielkiej Wojnie Ojczyźnianej 1941–1945” (ZSRR)
- Medal jubileuszowy „Dwudziestolecia zwycięstwa w Wielkiej Wojnie Ojczyźnianej 1941–1945” (ZSRR)
- Medal jubileuszowy „Trzydziestolecia zwycięstwa w Wielkiej Wojnie Ojczyźnianej 1941–1945” (ZSRR)
- Medal jubileuszowy „Czterdziestolecia zwycięstwa w Wielkiej Wojnie Ojczyźnianej 1941–1945” (ZSRR)
- Medal jubileuszowy „60 lat Sił Zbrojnych ZSRR” (ZSRR)
- Medal „Za umacnianie braterstwa broni” (ZSRR)
- Srebrny Medal Braterstwa Broni (NRD)
- Złoty Medal „Za Zasługi dla Narodowej Armii Ludowej” (NRD)
- Medal „30 lat Bułgarskich Sił Zbrojnych” (Bułgaria)
- Medal „Za umacnianie Przyjaźni Sił Zbrojnych” III stopnia (CSSR)